# سامان نريمان جاهان
سامان نريمان جاهان (بالفارسية: سامان نریمان جهان) هو لاعب كرة قدم إيراني في مركز نصف الجناح، ولد في 28 أبريل 1991 في مقاطعة بناب في إيران. شارك مع منتخب إيران تحت 23 سنة لكرة القدم. أما مع النوادي، فقد لعب مع نادي تراكتور سازي ونادي غسترش فولاد ونادي نفط طهران.

## وصلات خارجية
- سامان نريمان جاهان على موقع قاعدة بيانات كرة القدم.إي يو (الإنجليزية)
- سامان نريمان جاهان على موقع Soccerway.com (الإنجليزية)